# تیکی گلانا
اربا تیکی گلانا (Erba Tiki Gelana) زادهٔ ۲۲ اکتبر ۱۹۸۷ یک دوندهٔ مسافت‌های زیاد اهل اتیوپی است که در مسابقه‌های ماراتن شرکت می‌کند. بهترین رکورد ثبت شده برای او ۲:۱۸:۵۸ (دو ساعت و ۱۸ دقیقه و ۵۸ ثانیه) است که به عنوان رکورد ملی اتیوپی ثبت شده است. همچنین او در ماراتن ۲۰۱۱ آمریکا و ماراتن ۲۰۱۲ رتردام برندهٔ جایزه شد. در بازی‌های المپیک تابستانی ۲۰۱۲ لندن هم با ۲:۲۳:۰۷ رکورد تازه‌ای برای بازی‌های المپیک ثبت کرد.

## بهترین رکوردهای به ثبت رسانده
- دو ۱۰۰۰۰ متر، ۳۱:۲۷٫۸۰ (۳۱ دقیقه و ۲۷ ثانیه و ۸۰ صدم ثانیه)، سال ۲۰۰۸
- دوی جاده‌ای ۱۰ کیلومتر، ۳۱:۵۴ (۳۱ دقیقه و ۵۴ ثانیه)، سال ۲۰۰۷
- دوی ۱۵ کیلومتر، ۴۸:۰۹ دقیقه، سال ۲۰۱۲
- نیمه ماراتن، ۱:۰۸:۴۸ (یک ساعت و ۸ دقیقه و ۴۸ ثانیه)، سال ۲۰۱۲
- ماراتن، ۲:۱۸:۵۸ (دو ساعت و ۱۸ دقیقه و ۵۸ ثانیه)، سال ۲۰۱۲

## مسابقه‌هایی که در آنها برنده شده
- ماراتن آمستردام ۲۰۱۱
- کاگاوا مارگومهٔ ژاپن، ۲۰۱۲ و ۲۰۱۳
- ماراتن رتردام، ۲۰۱۲
- ماراتن المپیک، ۲۰۱۲